# Bôa
Bôa — англійський альтернативний рок-гурт, створений у Лондоні в 1993 році барабанщиком Едом Гертеном, клавішником Полом Терреллом і гітаристом/вокалістом Стівом Роджерсом. З плином часу гурт перейшов від фанк- до рок-групи, оскільки до колективу приєдналися басист Алекс Керд і мультиінструменталіст Бен Хендерсон, а як вокалістка приєдналася Жасмін Роджерс.
Вони випустили два великих альбоми, Twilight (2001) і Get There (2005). Їхній трек «Duvet» був першою піснею до аніме-серіалу Експерименти Лейн. Спочатку група підписала контракт з Polystar у Японії та випустила свій перший альбом The Race of a Thousand Camels (1998). Однак група вирішила змінити лейбл і підписала контракт з Pioneer LDC (тепер називається NBCUniversal Entertainment Japan), щоб випустити свій альбом Twilight (2001). Поточний склад Bôa складається з Жасмін Роджерс (вокал і гітара), Алекса Керда (бас) і Лі Саллівана (барабани й фортепіано).
Після успіху з Twilight гурт вирішив створити власний незалежний лейбл під назвою Bôa Recordings для продюсування. Get There було випущено 1 лютого 2005 року. Це вивело Bôa в новому напрямку, з чіткіше структурованими текстами та мелодією, а також більш м’яким, але у той самий час жорстким інді-роковим форматом. Він також мав більше акустичних елементів, ніж перший альбом.

## Кар'єра
Спочатку ще як фанк-гурт, Bôa був створений у 1993 році барабанщиком Едом Гертеном, клавішником Полом Террелом і Стівом Роджерсом на гітарі та вокалі.
Алекс Кейрд, який грав з Едом в іншій групі Draggin' Bones, незабаром був залучений на бас-гітару. Молодшу сестру Стіва, Жасмін Роджерс, запросили заспівати приспів однієї з їхніх перших пісень під назвою Fran, і незабаром вона стала вокалісткою групи.
Бена Хендерсона, який грав з Алексом у психоделічній рок-групі Doctor Sky, незабаром після цього залучили грати на саксофоні.
Їхній перший живий виступ відбувся в січні 1994 року на Лондонському форумі у підтримку батька Стіва та Жасмін, класичного рок-співака Пола Роджерса (відомого у Free та Bad Company). Влітку того ж року Ед Гертен вирішив покинути групу, щоб зосередитися на навчанні.
Новий барабанщик Лі Салліван є сином Террі Саллівана, барабанщика гурту Renaissance. Лі привніс рокове відчуття у звучання групи, яке доповнило природний відхід від фанку в гурті та перехід Бена Хендерсона від саксофона до гітари. Хендерсон почав писати для групи на гітарі, з піснею «Twilight», яка підштовхнула групу до темнішого, інді-вайбу.
Bôa відточили свої живі виступи багатьма концертами по всій південній Англії, такими як фестиваль у Гластонбері (1995). У результаті їх виступу на Гластонбері вони були обрані як центральний акцент телевізійного документального фільму про фестиваль, який згодом був поширений на лондонському шоу Shift. У 1996 році вони прийняли контракт із японською компанією Polystar. Вони записали три пісні: Twilight, Deeply й Elephant у Лондоні з продюсером Дарреном Еллісоном на студії Red Bus у Лондоні. Інші треки для альбому були записані з продюсером Нілом Волшем на Monnow Valley Studios. Попри те, що альбом був записаний і створений в Англії, Жасмін і Стів вирушили до Японії в 1998 році, щоб рекламувати дебютний альбом Race of the Thousand Camels, який був випущений тільки в цій країні.
Підписавши контракт з Polystar, група випустила свій перший сингл у 1998 році під назвою «Duvet». Він мав успіх у Японії та став першою темою аніме-серіалу Експерименти Лейн. "Duvet" також був у альбомі 1998 року Race of a Thousand Camels в Японії. Тим часом група працювала з продюсером Стюартом Еппсом над новим матеріалом, включаючи акустичну версію «Duvet» і пісню «Drinking».
У 2000 році Polystar випустив мініальбом Tall Snake і включив композицію «Duvet» до добірки Female Vocal Love Songs до 20-ї річниці Polystar Collection Vol.1. EP Tall Snake був випущений в Японії та містив усі три версії "Duvet" і дві інші пісні: "Little Miss" і "Two Steps".
Однак у 2000 році Бен Хендерсон залишив групу, щоб зосередитися на своїй іншій групі, Moth, разом зі своєю дружиною, автором пісень і співачкою Тіною Хендерсон, які зараз разом записують і регулярно виступають на стімпанк-фестивалях та інших заходах у Великобританії.
Bôa почав інтенсивніше гастролювати й використав цей час, щоб отримати натхнення для свого наступного альбому. У 2000 році Боа виступив з живим концертом на конгресі Otakon і був добре прийнятий шанувальниками серії Експерименти Лейн. У вересні 2002 року вони дали живий виступ у Hammersmith Apollo (Лондон) і отримали високу оцінку за свій виступ.
У 2001 році через контрактні розбіжності з Polystar гурт змінив лейбл і підписав контракт з Pioneer LDC (тепер відомою як Geneon Universal). Race of a Thousand Camels отримали нову назву «Twilight» та випущені для аудиторії в США у 2001 році компанією Pioneer Music. Twilight складався з пісень з їх оригінального японського альбому та інших нових треків. Вони тісно співпрацювали з Тоддом Калберхаусом і гастролювали в США, щоб просувати альбом. На півдорозі туру Пол Террел покинув групу, щоб зайнятися іншими інтересами. Проте група завершила тур і виступила на Animefest у Далласі, Техас (серпень 2001).
«Duvet» був реміксований DJ Wasei та був випущений іншим саундтреком Експериментів Лейн під назвою Serial Experiment Lain Soundtrack: Cyberia Mix у жовтні 2003 року. Гурт також випустив відео до синглу, яке, як повідомляється, було знято на даху квартири в Нью-Молдені, де раніше жили Алекс Керд, Пол Террел і Лі Салліван і де група проводила репетиції.
У 2003 році гурт вирішив заснувати власний звукозаписний лейбл під назвою Boa Recordings. Вони почали запис свого третього успішного альбому під назвою Get There і випустили його під власним лейблом у 2004 році. Альбом був проданий в iTunes Store, а їхні альбоми Twilight і Get There були продані їх офіційним дистриб'ютором CD Baby.
У вересні 2004 року Стів і Жасмін виконали «Drinking» зі своїм батьком Полом Роджерсом у The Strat Pack. Strat Pack був концертом за участю Джо Уолша, Гері Мура, Браяна Мея, Девіда Гілмора та багатьох інших, який відзначав 50-ту річницю гітари Fender Stratocaster. Фільм вийшов на екрани у 2005 році.
У 2012 році група створила сторінку JustGiving і оголосила про свою підтримку збору грошей для AAR JAPAN, благодійної організації, яка відреагувала на наслідки цунамі 2011 року. 
4 січня 2017 року колишній клавішник Пол Террелл помер, про що група оголосила на своїй сторінці у Facebook наступного дня. Того травня на вебсайті Террелла було виявлено неопублікований альбом Bôa під назвою The Farm. 
У грудні 2018 року було випущено вінілове видання Duvet ексклюзивно для японського ринку. Це було несподіванкою для Боа, який не знав про публікацію запису. Гурт поділився новиною на своїй офіційній сторінці у Facebook і запитав, чи фанати купили видання з Японії.
У серпні 2021 року популярність пісні «Duvet» значно відродилася, особливо в TikTok, станом на серпень 2023 року в ній було розміщено понад 250 000 публікацій.
У червні 2023 року гурт оголосив, що збирається випустити новий альбом. 
У серпні 2023 року оригінальні учасники гурту Bôa (з часів «Race of a Thousand Camels/Twilight/Duvet) — Жасмін, Стів, Алекс, Бен і Лі — уклали генеральну ліцензійну угоду на звукозапис із Nettwerk Music Group Inc.
28 вересня 2023 року пісня «Duvet» потрапила в офіційний чарт і досягла 18 позиції в чартах протягом 2 тижнів з 28.09.2023 по 05.10.2023.
У березні 2024 року гурт оголосив на своїй сторінці у Facebook, що пісня «Duvet» отримала статус золотого диска. 21 березня 2024 року гурт випустив головний сингл для свого альбому Whiplash під назвою «Walk with Me» — першого нового музичного твору за 19 років. Другий сингл «Beautiful & Broken» був випущений 3 травня. 

## Учасники гурту
Поточні
- Жасмін Роджерс — вокал (1993 — дотепер), гітара (2023 — дотепер)
- Алекс Керд — бас (1993 — дотепер)
- Лі Салліван — ударні, перкусія, клавішні (1994 — дотепер)

Колишні
- Стів Роджерс — гітари (1993–2005)
- Бен Хендерсон — гітари, саксофон, перкусія (1993–2000)
- Пол Террелл — клавішні, струнні, ударні, гітари (1993–2001; помер у 2017)
- Ед Гертен — ударні, перкусія (1993–1994)

## Дискографія
Альбоми
- Acton Live (невипущений, уперше завантажений у 2010)
- The Race of a Thousand Camels (1998, перевиданий якTwilight у 2001)
- Get There (2005)
- The Farm (невипущений, уперше завантажений у 2017)
- Whiplash (2024)

Мініальбоми
- Duvet (1998)

- Tall Snake (1999)

Сингли
- "Duvet" (1998)
- "Walk With Me" (2024)
- "Beautiful & Broken" (2024)
- "Worry" (2024)